# Гней Сервилий Цепион (консул 169 года до н. э.)
Гней Сервилий Цепион (лат. Gnaeus Servilius Caepio; умер после 168 года до н. э.) — древнеримский военачальник и политический деятель из патрицианского рода Сервилиев, консул 169 года до н. э. В разное время управлял провинциями Дальняя Испания и Цизальпийская Галлия.

## Происхождение
Гней Сервилий принадлежал к знатному патрицианскому роду Сервилиев, одному из шести родов, происходивших из Альба-Лонги. Первый носитель когномена Цепион (Caepio), тоже Гней, получил консульство в 253 году до н. э.; его сыном или внуком был консул 203 года, отец консула 169 года.

## Биография
Первое упоминание о Гнее Сервилии в сохранившихся источниках относится к 179 году до н. э., когда он занимал должность курульного эдила. Из-за зловещих предзнаменований Цепион и его коллега, Аппий Клавдий Центон, были вынуждены повторить Римские игры. В 174 году (в год смерти своего отца) Цепион получил претуру и стал наместником Дальней Испании; оттуда он вернулся только в следующем году.
В 172 году до н. э. Гней Сервилий вошёл в состав посольства, направленного к македонскому царю Персею (другими послами были его коллега по эдилитету Аппий Клавдий Центон и Тит Анний Луск). Римляне обвинили царя в нарушении договора и потребовали «удовлетворения обид», а получив жёсткий отказ, объявили о прекращении дружбы и союза. Вернувшись на родину, послы рассказали сенату, что Персей готовится к войне. В результате стал неизбежным новый открытый конфликт, который привёл к уничтожению Македонского царства. Впрочем, в историографии существует мнение, что рассказ об этом посольстве — выдумка анналистов.
В 169 году до н. э. Гней Сервилий стал консулом совместно с ещё одним плебеем — Квинтом Марцием Филиппом. По жребию он получил в управление Италию и Цизальпийскую Галлию. Преторы Марк Клавдий Марцелл и Гай Сульпиций Галл обвинили обоих консулов в недобросовестном комплектовании армии для войны против Персея и добились от сената передачи им соответствующих полномочий. Известно, что в конце года Квинт Сервилий приезжал в Рим, чобы провести очередные выборы магистратов и направить трёх легатов в Македонию. Потом он вернулся в Галлию и ещё какое-то время управлял этой провинцией с полномочиями проконсула.

## Потомки
У Гнея Сервилия было трое сыновей, которые занимали консульскую должность друг за другом в течение трёх лет (это стало беспрецедентным успехом). Старший был усыновлён Квинтом Фабием Максимом, предположительно внуком Квинта Фабия Максима Кунктатора, и получил имя Квинт Фабий Максим Сервилиан. Его консулат пришёлся на 142 год до н. э. Второй, Гней Сервилий Цепион, был консулом в 141 году. Третий, Квинт Сервилий Цепион, был консулом в 140 году и прославился как организатор убийства Вириата. Его потомками являются все последующие Сервилии Цепионы, а также Марк Юний Брут.